# انجمن بین‌المللی پزشکان برای محیط زیست
انجمن بین‌المللی پزشکان برای محیط زیست (به انگلیسی: International Society of Doctors for the Environment)، یک سازمان مردم‌نهاد است که در ۲۵ نوامبر ۱۹۹۰ در کورتونا توسط پزشکان از کشورهای مختلف بنیان‌گذاری شد تا تمام پزشکان علاقه‌مند به مشکلات پزشکی مرتبط با مشکلات زیست‌محیطی را گرد هم آورد و آگاهی دربارهٔ ارتباط میان آلودگی محیط زیست و سلامت انسان را آغاز و از ابتکارها در سطوح محلی تا جهانی، و کاهش یا حذف منابع آلودگی و آلودگی محیط زیست پشتیبانی کند. انجمن بین‌المللی پزشکان برای محیط زیست دارای جایگاه مشورتی با سازمان جهانی بهداشت و شورای اقتصادی و اجتماعی سازمان ملل متحد است.